# Megha Mittal
Megha Mittal (Calcutta, 20 novembre 1976) è un'imprenditrice indiana, nuora di Lakshmi Mittal, un uomo d'affari miliardario indiano.

## Biografia
Si laureò presso la Wharton School of Business nel 1997, con un B.S. in economia. Successivamente ha aderito alla Investment Bank Goldman Sachs come analista presso il Dipartimento di Ricerca. Nel 2003 ha conseguito la laurea in architettura presso la Inchbald School of Design di Londra. Mittal ha lasciato Goldman Sachs dopo un anno.
Nel novembre 2009 ha acquisito Escada, azienda tedesca di moda femminile che aveva dichiarato fallimento nell'agosto dello stesso anno, trasformandola in un'azienda di lusso. Ma i risultati non ci sono stati: nel  2017 il marchio, cui fanno capo circa 700 punti vendita in 80 Paesi, ebbe una perdita di 16,6 miliardi di euro.
Nell'ottobre 2019 Mittal ha venduto Escada a Regent, LP, una società globale di private equity con sede a Beverly Hills, in California. Entro settembre 2020, la società ha nuovamente presentato istanza di insolvenza, con l'intenzione di limitare le operazioni aziendali nel paese e limitare ulteriormente la sua presenza al dettaglio.

## Vita privata
Megha è sposata dal 1998 con Aditya Mittal, CFO di ArcelorMittal. Si sono conosciuti mentre studiavano negli Stati Uniti. Vivono a Londra e hanno due figlie.